# Sachs (släkt)
Sachs är en tysk industrisläkt, ägare och ledare för Fichtel & Sachs, idag ZF Sachs AG.
Fichtel & Sachs grundades 1895 och Sachs blev den dominerade ägargrenen. Ernst Sachs grundade företaget som sedan togs över av sonen Willy Sachs. Willy Sachs båda söner, Ernst Wilhelm Sachs och Gunter Sachs, ärvde sedan företaget vid faderns död 1958 men valde senare att sälja sina delar i det. Gunter Sachs blev känd som playboy under 1960-talet och var 1966-1969 gift med Brigitte Bardot.